# Allée Claude-et-Catherine-Rich
L'allée Claude-et-Catherine-Rich est une voie piétonnière située dans le 6e arrondissement de Paris.

## Situation et accès
L'allée se situe sur le terre-plein central du boulevard Raspail, aménagé en rambla, entre la rue Vavin et le boulevard du Montparnasse. Elle se situe dans le prolongement d'autres allées piétonnes situées le long du boulevard : du nord au sud, on trouve les allée Sonia-Rykiel, Jacques-Derrida, Claude-Cahun-Marcel-Moore, et Sœur-Emmanuelle. Au bout de l'allée Claude-et-Catherine-Rich, se trouve la place Pablo-Picasso, parfois encore appelée « carrefour Vavin ».
Ce site est desservi par les stations de métro Vavin et Notre-Dame-des-Champs.

## Origine du nom
Elle porte le nom du couple de comédiens Claude Rich (1929-2017), et Catherine Rich (1932-2021).

## Historique

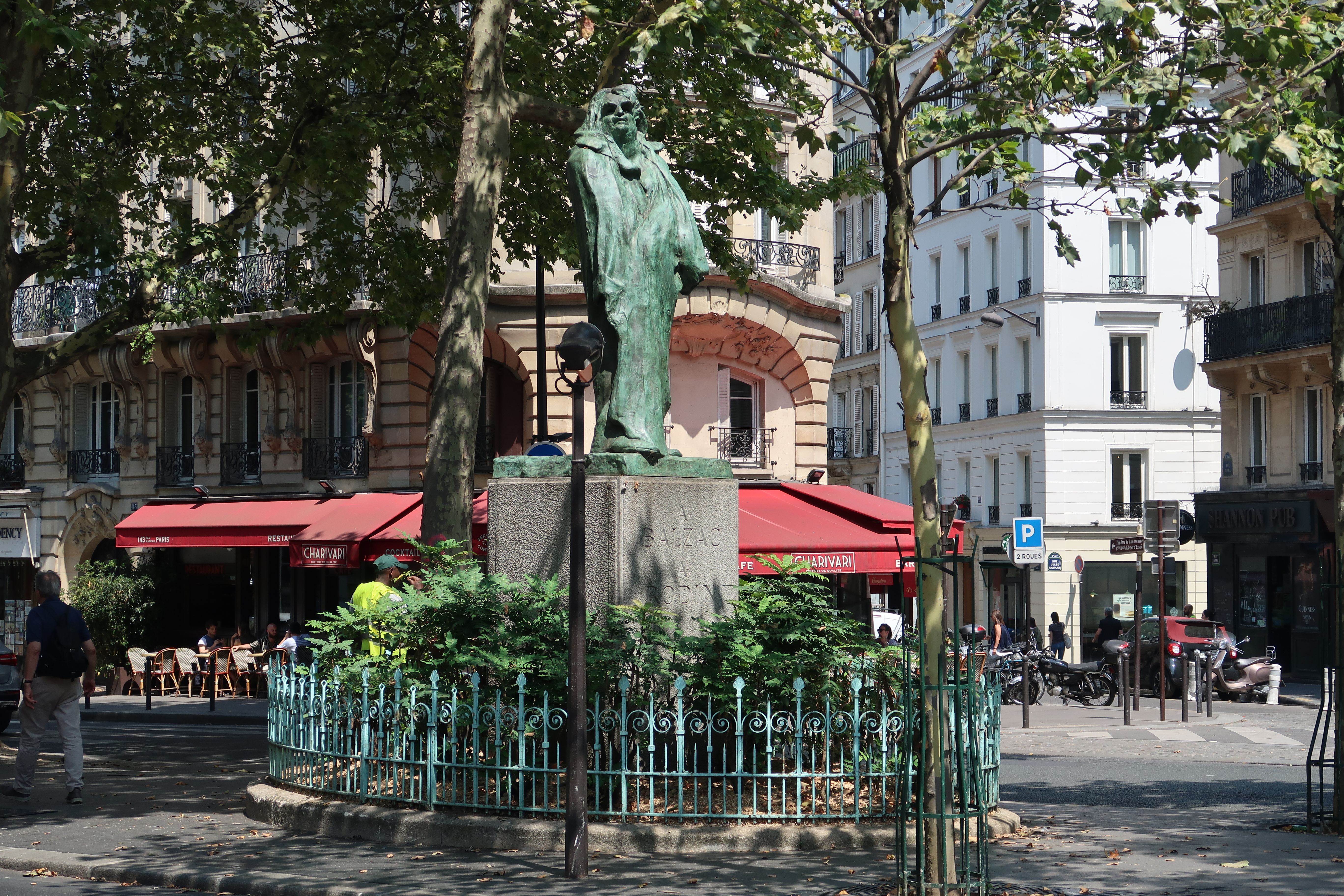
Le Monument à Balzac.

Depuis 1939, ce site accueille le Monument à Balzac, dont le socle est surmonté d'une statue d'Honoré de Balzac par Auguste Rodin. Il est érigé à quelques pas de la brasserie La Rotonde, associée à l’histoire des « Montparnos », au nord-ouest du carrefour Vavin et à l'angle des boulevards Raspail et du Montparnasse.
L'allée prend son nom par délibération du Conseil de Paris du 15 décembre 2023.